# أحمواوا سونج (سقز)
قرية أحمواوا سونج (بالكردية: ئەحمەواوای سونج) هي إحدى القرى التابعة لـسرا في ريف قسم مركزي من مقاطعة سقز، في محافظة كردستان الإيرانية.

## السكان
حسب إحصاءات سنة 2006، بلغ إجمالي السكان في أحمواوا سونج 24 نسمة وعدد المساكن 4 مسكن. لغة سكان أحمواوا سونج هي اللغة الكردية وهم من أهل السنة والجماعة والمذهب الشافعي.